# Barragem do Muro
A Barragem do Muro era uma barragem romana em Portugal. Situada perto do concelho de Campo Maior, é a maior barragem antiga ainda existente no país a sul do rio Tejo.
A estrutura de 174 m de comprimento apresenta três ligeiras curvas no seu curso. O seu lado a jusante é sustentado por uma série de treze pequenos contrafortes em intervalos de 3-4 m. A secção central, onde a barragem é mais alta e mais forte, é ainda reforçada por três arcos verticais que vão de contraforte a contraforte.